# Paul-Celan-Preis
Der Paul-Celan-Preis ist ein Literaturpreis, der 1988 vom Deutschen Literaturfonds ursprünglich für herausragende Übersetzerleistungen aus dem Französischen gestiftet wurde. 1993 und 1994 wurde der Preis nicht vergeben. Seit 1995 wird er allgemein „für ein Gesamtwerk vergeben, jedoch auf der Grundlage einer besonders herausragenden Einzelleistung“. Benannt ist der Preis nach Paul Celan, dem Lyriker und übersetzenden Nachdichter literarischer Werke. Er ist mit 25.000 Euro dotiert (Stand 2024). Der Fachjury gehörten 2025 an: Patricia Klobusiczky, Christiane Körner, Svenja Becker, Uwe Englert und Stephan Kleiner.

## Preisträger
- 1988 Simon Werle
- 1989 Uli Aumüller
- 1990 Übersetzerteam der Cahiers/Hefte Paul Valérys
- 1991 Eva Moldenhauer
- 1992 Elisabeth Edl und Wolfgang Matz
- 1995 Ruth Achlama und Barbara Antkowiak
- 1996 Angela Praesent
- 1997 Karl-Heinz Jähn
- 1998 Rainer G. Schmidt
- 1999 Tuvia Rübner
- 2000 Astrid Philippsen
- 2001 Andreas Tretner
- 2002 Gabriele Leupold
- 2003 Sigrid Vagt
- 2004 Hinrich Schmidt-Henkel
- 2005 Klaus-Jürgen Liedtke
- 2006 Elke Wehr
- 2007 Nikolaus Stingl
- 2008 Ragni Maria Gschwend
- 2009 Esther Kinsky
- 2010 Rosemarie Tietze
- 2011 Mirjana und Klaus Wittmann
- 2012 Dorothea Trottenberg
- 2013 Friedhelm Rathjen
- 2014 Gerhard Meier[2]
- 2015 Moshe Kahn
- 2016 Anne Birkenhauer
- 2017 Christiane Körner[3]
- 2018 Thomas Brovot
- 2019 Annette Kopetzki
- 2020 Eveline Passet
- 2021 Andrea Spingler
- 2022 Ulrich Blumenbach[4]
- 2023 Holger Fock und Sabine Müller[5]
- 2024 Thomas Weiler[6]
- 2025 Bernhard Strobel[7]